# The Very Best of The Pogues
The Very Best Of The Pogues es un álbum recopilatorio de The Pogues editado en 2001.

## Lista de canciones
1. "Dirty old town"
2. "The Irish Rover" (con The Dubliners)
3. "Sally MacLennane"
4. "Fiesta"
5. "A Pair of Brown Eyes"
6. "Fairytale of New York"
7. "The Body of an American"
8. "Streams of whiskey"
9. "The sick bed of Cuchulainn"
10. "If I should fall from grace with god"
11. "Misty Morning, Albert Bridge"
12. "Rain Street"
13. "White City"
14. "A rainy nigh in Soho"
15. "London girl"
16. "Boys from the County Hell"
17. "The sunnyside of the street"
18. "Summer in Siam"
19. "Hell's ditch"
20. "The old main drag"
21. "The band played Waltzing Matilda"

## Componentes
- Shane MacGowan - voz / guitarra
- Terry Woods - cítara / voz
- Philip Chevron - guitarra / voz
- Spider Stacy - tin whistle / voz
- Andrew Ranken - batería
- Jem Finer - banjo / saxofón
- Darryl Hunt - bajo
- James Fearnley - acordeón
- Cait O'Riodan - bajo / voz

## Otros músicos
- Kirsty MacColl - voz en Fairytale of New York
- Siobhan Sheahan - arpa on Fairytale of New York
- Tommy Keane - Gaita en Dirty Old Town y en The Body of An American
- Henry Benagh - violín
- Elvis Costello - guitarra acústica
- Dick Cuthell - Fliscornio en A Rainy Night in Soho
- Bryan Clarke - saxofón alto en Fiesta
- Joe Cashman - saxo tenor en Fiesta
- Eli Thompson - trompeta en Fiesta
- Chris Lee - trompeta
- Paul Taylor - trombón
- Ron Kavana - banjo tenor

- Datos: Q3989849